# New York Five
Il New York Five è un gruppo di cinque architetti di New York composto da Peter Eisenman, Michael Graves, Charles Gwathmey, John Hejduk e Richard Meier. Il loro primo lavoro apparve per la prima volta in un'esposizione al Museum of Modern Art organizzata da Arthur Drexler, Colin Rowe e Kenneth Frampton nel 1969, e successivamente nel libro Five Architects del 1972.
Questi cinque architetti hanno in comune la fedeltà verso una pura forma di modernismo architettonico, dando importanza al lavoro di Le Corbusier negli anni venti e trenta, anche se osservando più attentamente il loro lavoro risulta molto più individuale. Il loro unirsi in un gruppo può aver avuto a che fare con una sorta di obbedienze sociali e accademiche, e in modo particolare il ruolo di mentore di Philip Johnson.
La mostra produsse un rimprovero pungente nell'edizione di Maggio del 1973 della rivista Architectural Forum, con un gruppo di saggi chiamati "Five on Five" (Cinque contro Cinque), scritti dagli architetti Romaldo Giurgola, Allan Greenberg, Charles Moore, Jaquelin T. Robertson, e Robert A. M. Stern. Questi cinque, conosciuti come i "Grigi" (Grays) attaccano i "Bianchi" (Whites), affermando che questa ricerca di una pura estetica modernista produce edifici irrealizzabili che sono indifferenti al sito, indifferenti agli utilizzatori e divisi dalla vita quotidiana. Questi "Grigi" erano allineati con l'architetto di Filadelfia Robert Venturi e con l'interesse emergente per l'architettura spontanea (o vernacolare) e il primo postmodernismo.
John Hejduk era originariamente un insegnante, ed è morto nel 2000. Charles Gwathmey è morto il 3 agosto 2009. 
Michael Graves è morto nel marzo del 2015. È ravvisabile nella tarda carriera dei New York Five la produzione di lavori significativamente diversi. Gli architetti hanno infatti in più occasioni disconosciuto qualunque rapporto fra di loro: Graves ha abbracciato il postmodernismo; Eisenman ha limitato il suo lavoro a immagini e modelli di design pseudo-architettonico tramite mezzi di stampa, sebbene sia diventato una voce di punta del Decostruttivismo; gli edifici di Meier rimangono i più vicini all'estetica modernista, fedeli ai principi di Le Corbousier; Gwathmey è rimasto legato allo stile modernista, pur scendendo a compromessi con le esigenze di grandi commissioni pubbliche e private.